# High-Speed Uplink Packet Access
High-Speed Uplink Packet Access (HSUPA) は第3.5世代移動通信システム (3.5G) 通信プロトコルの一種でHSPAファミリーの1つであり、上り転送速度が最大5.76Mbit/sである。HSUPAという名称はノキアが名付けた。3GPPによる正式名称は Enhanced Uplink (EUL) である。
HSUPAの仕様は3GPPによる規格 Universal Mobile Telecommunications System Release 6 に含まれている。Enhanced Uplink の技術的目的は、上り専用転送チャネルの性能を改善すること、すなわち容量とスループットを増大させ、遅延を低減することである。

## 概要
HSUPAは上りリンク enhanced dedicated channel (E-DCH) を使い、そこで HSDPA (High-Speed Downlink Packet Access) でも採用されている適応変調を採用している。
- 伝送時間間隔 (TTI) を短くすることで、適応変調をより高速化している。
- ハイブリッドARQ（自動再送要求）に incremental redundancy を加え、再送をより効率的にしている。

HSDPAと同様HSUPAは「パケット・スケジューラ」を使っているが、「要求-承認」型の運用をしており、ユーザー端末がデータ送信の許可を要求し、スケジューラが同時に何台のユーザー端末にそれを許すかを決定している。転送要求は転送バッファとユーザー端末のキューの状態やパワーマージンに関するデータを含む。しかしHSDPAとは異なり、上り転送は互いに直交ではない。
このようなスケジュールされたモード (scheduled mode) に加え、規格ではユーザー端末が自発的に開始する転送モードも定めており、non-scheduled と称している。non-scheduled モードは例えば、短いTTIと基地局 (Node B) ベースのスケジューラでは提供できない非常に短い遅延時間と一定の帯域幅を必要とするVoIPサービスなどで使われる。
MAC-d フロー（QoSフロー）はそれぞれ scheduled または non-scheduled のどちらかのモードを使うよう設定される。ユーザー端末は scheduled と non-scheduled のフローの転送レートをそれぞれ独立に調整する。個々の non-scheduled フローの最大転送レートは呼の設定時に決められ、一般にそれほど頻繁には変更されない。scheduled フローの送信電力は、絶対グラントメッセージと相対グラントメッセージを通して基地局が動的に制御する。
HSUPAは第1層に新たな物理チャネル E-AGCH (Absolute Grant Channel)、E-RGCH (Relative Grant Channel)、F-DPCH (Fractional-DPCH)、E-HICH (E-DCH Hybrid ARQ Indicator Channel)、E-DPCCH (E-DCH Dedicated Physical Control Channel)、E-DPDCH (E-DCH Dedicated Physical Data Channel) を導入している。
E-DPDCH は E-DCH Transport Channel を運ぶのに使われ、E-DPCCH は E-DCH に対応する制御情報を運ぶのに使われる。

## カテゴリ
次の表はHSUPAの各カテゴリの上り転送速度を示したものである。
| HSUPA カテゴリ         | 最大アップリンク速度 | 例 |
| ---------------------- | -------------------- | --- |
| Category 1             | 0.73 Mbit/s          | |
| Category 2             | 1.46 Mbit/s          | |
| Category 3             | 1.46 Mbit/s          | |
| Category 4             | 2.93 Mbit/s          | Qualcomm 6290 |
| Category 5             | 2.00 Mbit/s          | ノキア: Nokia X3-01, N8, C5, C3-01, E52, E72, E55, 6700 Classic, N900, 5630 XpressMusic; BlackBerry: Storm 9500, 9530; HTC: Dream, Passion (Nexus One); Sony Ericsson: Sony Ericsson C510, C903, W705, W995, T715; サムスン電子: Samsung Wave, Samsung Wave II; |
| Category 6             | 5.76 Mbit/s          | BlackBerry Tour 9630, Nokia CS-15, Option GlobeTrotter Express 441/442, Option iCON 505/505M, Samsung i8910, Apple iPhone 4, Huawei, E180/E182E/E1820/E5832/EM770W, Micromax A60, ST-Ericsson M5730                                                             |
| Category 7 (3GPP Rel7) | 11.5 Mbit/s          | |
| Category 8 (3GPP Rel9) | 11.5 Mbit/s          | 2 ms、デュアルセル E-DCH 運用、QPSKのみ |
| Category 9 (3GPP Rel9) | 23 Mbit/s            | 2 ms、デュアルセル E-DCH 運用、QPSKと16QAM |

## ロードマップ
3GPPはHSUPAの後継となるさらなる転送速度向上を目指して作業している。LTEは下りでは最大 326.4 Mbit/s、上りでは最大 86.4 Mbit/s を提供する。LTEを若干改良した LTE-Advanced では下りレートを 1 Gbit/s 以上にする予定である。